# Шолохова, Светлана Михайловна
Светлана Михайловна Шо́лохова (9 февраля 1926, станица Каргинская, Боковский район, Ростовская область — 23 января 2025) — российский литературовед, текстолог, лауреат Большой литературной премии России (2011).
Старшая дочь писателя Михаила Шолохова.

## Биография
В 1952 году с отличием окончила филологический факультет Ленинградского государственного университета имени А. А. Жданова, русист.
Работала старшим научным сотрудником в Институте мировой литературы имени А. М. Горького.
Последние 10 лет посвятила восстановлению рукописных черновиков отца. Совместно с писателем Александром Стручковым подготовила к изданию авторскую редакцию романа Михаила Шолохова «Тихий Дон».
Проживала в станице Вёшенская. Умерла 23 января 2025 года в возрасте 98 лет.

## Семья
Муж — Александр Максимович Турков (1925—1993), контр-адмирал (1973).
- Сын Михаил Турков (1947—2003). Работал в Управлении правительственной связи КГБ. В 1999 году переехал из Москвы в станицу Вёшенскую. Работал в музее М. А. Шолохова начальником службы безопасности.
  - Внук Михаил Турков[3].